# 500-й парашютно-десантный батальон СС

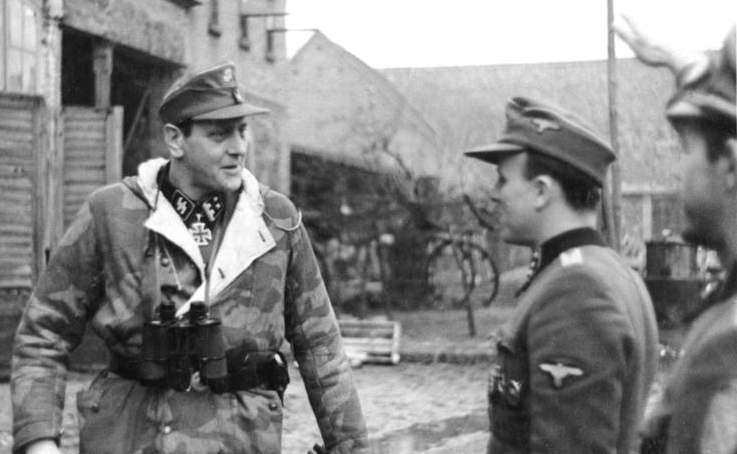
Отто Скорцени с военнослужащими парашютного батальона СС на Одере, 1945 год

500-й парашютно-десантный батальон СС (нем. SS-Fallschirmjägerbataillon 500), впоследствии получил номер 600 — воздушно-десантные силы, часть войск СС. Был сформирован в 1943 году и имел в своём составе около 1000 человек, часть которых были добровольцами, а часть была набрана из числа военнослужащих штрафных частей.

## Становление
Батальон использовался в последние годы войны большей частью на Балканах, поэтому учебные части находились в Мадарушка-Баня возле Кралево (Сербия) и в Папа (Венгрия). Воинская часть стала известной после попытки ликвидации Верховного штаба НОАЮ в городе Дрвар, а также находившихся при нём учреждений народно-освободительного движения Югославии во главе с Иосипом Броз Тито в ходе операции «Ход конём».
Парашютный батальон СС играл также решающую роль при занятии Будапешта войсками Вермахта весной 1944 года, в рамках операции «Маргарете». Немецкая оккупация Венгрии привела к депортации в Польшу около 440 тысяч венгерских евреев в течение нескольких месяцев. Позднее батальон был перемещён в Нойштрелиц и пополнен. В дальнейшем планировалось использовать батальон в окружённых советскими войсками городах на востоке, но ввиду быстрого прорыва фронта этим планам не суждено было сбыться. В итоге, батальон использовался весной 1945 года в боях на нижнем Одере. При отступлении от советских войск в земле Мекленбург на запад, батальон сдался в плен американцам в районе Хагенова.